# Priego
Cet article concerne le village de Castille-La Manche. Pour la ville de Cordoue, voir Priego de Córdoba.
Priego est une commune d'Espagne, dans la province de Cuenca, communauté autonome de Castille-La Manche.

## Personnalités liées à la commune
- Luis Ocaña (1945-1994), coureur cycliste né dans la commune.